# Ciuflești
Ciuflești è un comune della Moldavia situato nel distretto di Căușeni di 1.319 abitanti al censimento del 2004